# Джиндыдарья
Джиндыдарья́, Джинныдарья, Джиннидарья (узб. Jinnidaryo, Жиннидарё — «бешеная река») — горная река в Китабском районе Кашкадарьинской области Узбекистана, левый приток реки Кашкадарья. В верхнем течении носит название Зугатаса́й (узб. Zo‘g‘atasoy, Зўғатасой).
На левом берегу Джиндыдарьи расположен Китабский государственный геологический заповедник.

## Описание
Длина Джиндыдарьи составляет 57 км, площадь водосбора — 367 км². Питание реки смешанное: снеговое, дождевое и родниковое, согласно некоторым источникам также грунтовое. Половодье длится с марта по июнь, на чью долю приходится 56 % годового стока, особенно, высокие расходы воды наблюдаются в апреле, в среднем 3,30 м³/с. Минимум стока выпадает на август и сентябрь. Среднемноголетний расход воды, измеренный у кишлака Джавуз — 1,35 м³/с. Во время весенних проливных дождей в русле реки и её притоков также наблюдаются средние и сильные селевые явления, когда фиксировался расход воды до 46,2 м³/с (26 марта 1970 года). Ширина реки перед впадением равна 2,0 м; глубина — 30 см, дно каменистое.
Джиндыдарья берёт начало у соединения Зеравшанского и Гиссарского хребтов, на высоте около 2500 м, собирая воды порядка 100 истоков, стекающих с западного склона горы Шердаг. Течёт в общем западном направлении, в верхнем течении — с заметным уклоном к северу, в среднем — с незначительным уклоном к югу. В нижнем течении русло местами образует меандры.
На Джиндыдарье расположен целый ряд небольших населённых пунктов (от истока к устью): Мусабазар, Джавуз, Сумак, Ашкан, Кишлакча, Ташкишлак, Туил, Катлас, Абиханда, Ишкоб, Мугул, Ваткана, Афтабрая, Янгикищлак, Дунгкишлак, Дейишкан. По берегам имеются садовые насаждения и виноградники.
Близ населённого пункта Бешкалтак впадает слева в реку Кашкадарья.

## Ихтиофауна
В Джиндыдарье и впадающих в неё ручьях на территории Китабского заповедника многочисленна маринка ферганская (Shizothorax intermedius), в меньшем количестве водятся гребенчатый голец (Noemacheilus melapterurus) и полосатая быстрянка (Alburnoides taeniatus).